# 무늬양쥐돔
무늬양쥐돔(Acanthurus olivaceus)은 양쥐돔목 양쥐돔과에 속하는 물고기이다. 몸길이는 40cm로 중형어류에 속한다.

## 특징과 먹이
무늬양쥐돔은 환경의 변화에 따라 자신의 몸에 색깔을 다양하게 바꿀 수가 있는 물고기이다. 몸은 옆으로 매우 납작하여 몸의 높이가 높고 머리의 등쪽은 솟아올라 있으며 경사가 급하다. 눈에 가까운 아가미의 부근에는 노란색과 보라색의 무늬가 생성이 되어 있으며 꼬리지느러미의 부근에도 보라색의 띄가 있다. 눈은 머리의 등쪽에 치우쳐져 있고 눈의 앞가장자리를 둘러싸고 있는 골격의 폭이 넓다. 입은 윤곽에 눈에 띄게 볼록하고 입은 매우 작다. 꼬리지느러미는 반달 모양이며 꼬리자루에는 1개의 골질로 된 가시가 자리를 잡고 있다. 또한 위는 모래주머니의 모양을 하고 있다. 바닷물고기로서 매우 아름다운 물고기인만큼 관상어로도 사용이 되며 환경의 변화에 맞춰 자신의 몸에 색깔을 바꿀 수가 있는 물고기이기 때문에 더욱 아름답게 보여지는 물고기이다. 그래서 아쿠아리움에서도 많이 볼 수가 있는 물고기이다. 먹이로는 새우와 같은 갑각류와 해파리 외에 해조류를 즐겨먹는 잡식성어류이다.

## 서식지
무늬양쥐돔의 주요서식지는 서부 태평양이며 그 중에서도 인도네시아, 오스트레일리아, 미크로네시아 일대에 가장 많은 개체수가 서식하고 있다. 수심 3~46m의 산호초나 해조류가 많은 암초지대에서 서식하는 표해수대의 어류이다.

## 같이 보기
- 양쥐돔목
- 양쥐돔과